# Rosengarten (Lübeck)

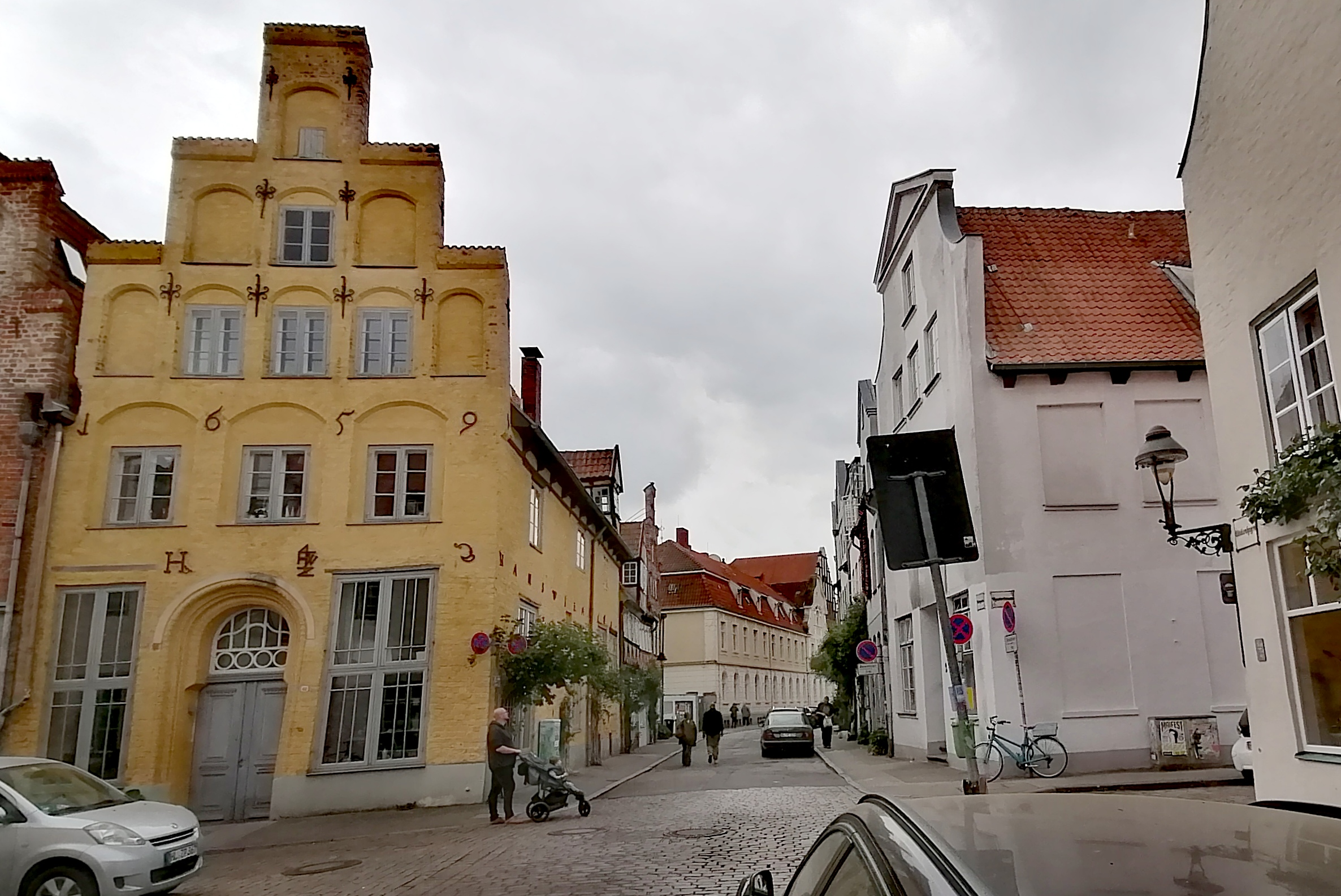
Blick vom Tünkenhagen in den Rosengarten.

Die Lage des Rosengartens, rot markiert auf einem Stadtplan von 1910

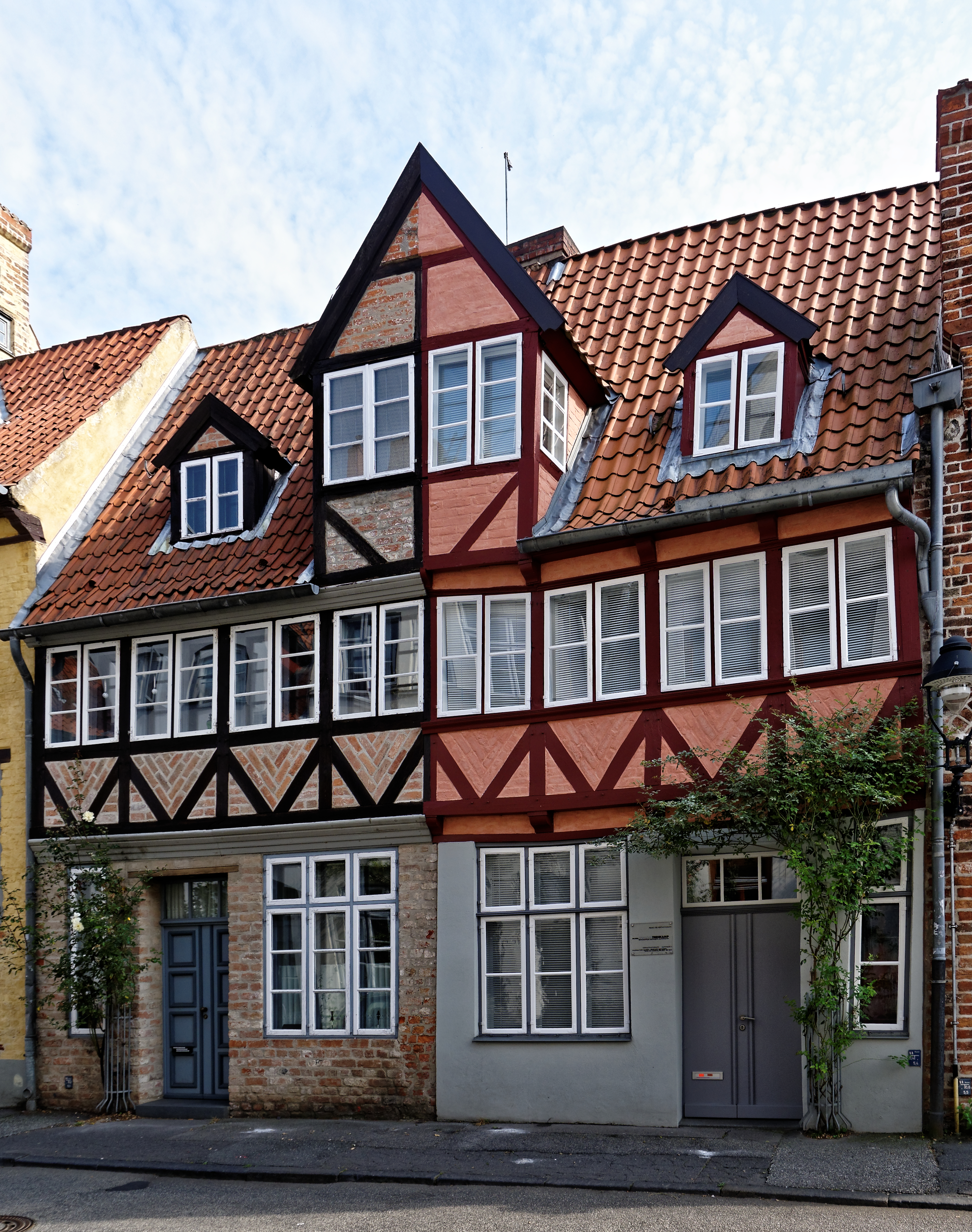
Rosengarten 1–3

Der Rosengarten ist eine Straße der Lübecker Altstadt.

## Lage
Der etwa 100 Meter lange Rosengarten befindet sich im nordöstlichen Teil der Altstadtinsel, im Jakobi Quartier. Er beginnt an der Hundestraße gegenüber der Einmündung des Tünkenhagen, verläuft südwärts und endet an der Dr.-Julius-Leber-Straße gegenüber Bei St. Johannis.

## Geschichte
Erstmals urkundlich erwähnt wird die Straße 1326 mit der niederdeutsch-lateinischen Mischbezeichnung Dwerstrate inter plateam canum et sancti Johannis (Querstraße zwischen der Hundestraße und St. Johannis), die sich auf das hier gelegene St.-Johannis-Kloster bezog.
Im Jahr 1415 findet sich der lateinische Name Ex opposito horti sancti Johannis („Gegenüber dem Garten von St. Johannis“) und 1387 der deutsche Rosengarde, abgeleitet von dem an der Ostseite der Straße gelegenen Garten der Äbtissin des Klosters. Diese Benennung hielt sich mit geringfügigen Variationen über die Jahrhunderte (1460 By dem Rosengarde sunte Johannis, 1484 Im Rosengarde, 1536 Rosenstraße, 1757 Rosengarn). Der heutige Name wurde 1852 amtlich festgelegt.

## Bauwerke
- Rosengarten 1–3, Doppelhaus des 17. Jahrhunderts mit Fachwerkobergeschoss
- Rosengarten 2, im Kern aus dem 14. Jahrhundert stammendes Haus mit klassizistischem Äußerem von 1800
- Rosengarten 4, auf das 14. Jahrhundert zurückgehendes Rokoko-Bürgerhaus von 1781
- Rosengarten 5, Giebelhaus der 1. Hälfte des 17. Jahrhunderts mit 1983 rekonstruiertem Treppengiebel, der 1954 abgetragen worden war

Siehe auch Liste abgegangener Lübecker Bauwerke#Rosengarten für nicht mehr vorhandene Bauwerke.

## Gänge und Höfe
Vom Rosengarten gehen oder gingen folgende Lübecker Gänge und Höfe ab (nach Hausnummern):
- 8: Rosen Gang